# Pennington (Nova Jérsei)
Pennington é um distrito localizado no estado americano de Nova Jérsei, no Condado de Mercer.

## Demografia
Segundo o censo americano de 2000, a sua população era de 2696 habitantes.
Em 2006, foi estimada uma população de 2688, um decréscimo de 8 (-0.3%).

## Geografia
De acordo com o United States Census Bureau tem uma área de
2,5 km², dos quais 2,5 km² cobertos por terra e 0,0 km² cobertos por água. Pennington localiza-se a aproximadamente 102 m acima do nível do mar.

## Localidades na vizinhança
O diagrama seguinte representa as localidades num raio de 12 km ao redor de Pennington.